# Goljamo Belovo
Goljamo Belovo (bulgariska: Голямо Белово) är ett distrikt i Bulgarien.   Det ligger i kommunen Obsjtina Belovo och regionen Pazardzjik, i den sydvästra delen av landet, 80 km sydost om huvudstaden Sofia.
I omgivningarna runt Goljamo Belovo växer i huvudsak lövfällande lövskog. Runt Goljamo Belovo är det ganska tätbefolkat, med 62 invånare per kvadratkilometer.